# 田中義剛
田中 義剛（たなか よしたけ、1958年〈昭和33年〉3月13日 - ）は、日本のタレント、シンガーソングライター、酪農家、実業家である。株式会社花畑牧場代表取締役。所属事務所はアップフロントクリエイト（2013年10月1日より所属。9月30日まではアップフロントプロモーションに所属していた。花畑牧場はアップフロントグループの子会社）。
青森県八戸市出身。青森県立八戸北高等学校・酪農学園大学酪農学部卒業。理科の教員免許を持っており、母校の酪農学園大学では特命教授を務めている。身長184cm。

## 来歴・人物

### 少年時代
サラリーマン家庭に育つ。

### 北海道時代
16歳の頃、漁船のコックをしていた友人がオホーツク海で遭難死。襟裳岬まで哀悼の旅に出て、その帰路、門別の牧場で馬の出産を目にし、牧場を開くことを夢に抱き、青森の高校を卒業後北海道の酪農学園大学へ進学。しかし田中は「鍬で開拓すれば牧場が簡単にできる」と思っていたため、大学4年のころ先生に「牧場をやる」と宣言した際に「牧場をやるには最低2億（1970年代当時）の資金が必要」と告げられ、ショックを受ける。
シンガーソングライターとしての活動を大学時代に開始。1980年、フレッシュサウンズコンテストで審査員特別賞を受賞。その後はラジオ番組のオーディションを受けるが歌ではなく、喋りで合格して、河村通夫のアタックヤング（STVラジオ）内で5分間のコーナー番組「田中義剛の酪農根性」を開始した。

### 東京進出
札幌の歓楽街「ススキノ」に音楽パブ「ストーン・ウォッシュ」を出店するなど、北海道を中心に歌手および・ラジオパーソナリティとして活動していた。1987年、田中義剛のオールナイトニッポン（ニッポン放送）のパーソナリティを務めたことをきっかけに東京に進出した。その際は同郷の吉幾三が『俺ら東京さ行ぐだ』のヒットによりブレイクしたため、「上京したら全部面倒見てやる」と吉から言われたのを機に上京したが吉は「本当に来たのか?」と言ったまま地方巡業に行ってしまい、自ら所属事務所探しを始めるハメとなり、探し回った末に現在の所属事務所に何とか所属することが出来たという。
現在は実業家としてのイメージが強いが、シンガーソングライター時代はメッセージ色の強い楽曲で「吉田拓郎、長渕剛を受け継ぐ」という評価をされ、実際、長渕は田中に惚れ込み「田中の前座をやる」とまで言う程だった。

### 牧場の開業
1994年、事務所からの借金により、北海道河西郡中札内村に「花畑牧場」を開業した。開業当初はチーズなどの自家生産に失敗し、出荷したが返品されたこともあった。本人の話によると「カビた商品が返って来る事もあった」。借金は合計4億円（2万坪の土地購入資金に銀行の融資が2億円、傾きかけた事業の再生に向けて所属事務所アップフロントプロモーション（当時アップフロントエージェンシー）から1億円、損失が1億円）となった。30人いた従業員も続々と辞めて、田中と1人残った従業員の2人だけになり、一時は土地を売却し自己破産を迫られる危機的な状況に陥っていたが、土地は「資産価値無し」と査定され売却さえ難しい状態であった。
そこで、一時控えていたタレント活動を増やし、少しでも牧場の知名度をあげて話題に取り上げて貰えればと、番組共演者やスタッフに自社製品を手土産にしていた。持参したチーズの味を気に入った関係者の紹介で、レストランをはじめとする飲食店に少しずつではあるが販売経路を見出せるようになった。中でも恵比寿の人気ラーメン店　九十九ラーメンのトッピングにゴーダチーズ（北海道十勝ゴールデンゴーダチーズ・商標登録5641816号）が採用されたことが反転の大きなきっかけとなる。チーズの風味の劣化を最小限に抑えるため、客に提供する直前におろしたチーズを山盛りにトッピングした商品は目新しさも伴って、同店の看板メニューの一つとなった。1990年後半のラーメンブームにさしかかっていた時期であり、人気ラーメン店特集に同店が取り上げられる折には「花畑牧場産のチーズを使用」と紹介され、他の飲食店からも問い合わせが来るという好循環に恵まれ、経営を持ち直すきっかけになった。
その後も田中の営業は弛みなく、自信作であるゴーダチーズをはじめカチョカヴァロやモッツァレラチーズを番組出演時に持参しては美味しい食べ方や調理のレクチャーを行った。2006年にはノースプレインファームが開発し、花畑牧場でも2007年から生産を開始した生キャラメルがメディアで取り上げられ、大ヒット。これら商品群のヒットを以って、“花畑牧場ブランド”としての地位を獲得。自社工場を拡大するほどになった（2009年6月時点で年商120億円、従業員も1500人を超える規模に成長。以降の経営状況は『花畑牧場』の項を参照）。

### 現在
現在はテレビのバラエティ番組やラジオのパーソナリティの仕事が多い。また上記「花畑牧場」ブランドをはじめ、北海道の農畜産物を道外へ売り込む等の「事業家」としても活動の場を広げている。この他、国家資格である家畜人工授精師（牛の種付け免許）を所持している。「田中義剛のオールナイトニッポン」ではこれを生かし、自分で種付けして生まれた子牛をリスナーの家に届けるという企画を行った。一方で歌手活動は東京進出後低調となり、1980年代後半に一時演歌歌手への転向も行ったがセールス的には失敗に終わった。現在は歌を披露することはほとんど無い。

## 論争
2009年「週刊新潮」2月5日号において、「商品のアイデアは他社のパクリ」との批判が噴出している他、経営方法、メディア露出、近隣とのトラブル等、批判の声も高まっている、と報じられた。テレビ出演もゲスト出演のはずが、結局自分の牧場のPR活動になっている等、「夕張の救世主の筈だったのに夕張を踏み台にした」等揶揄する声も出てきており、当人に対してのクレームやバッシングも徐々に強くなっている。
事実、生キャラメルという商品そのもののアイディアは田中の物ではなく、北海道紋別郡興部町のノースプレインファームが2006年に開発したものである。こうした背景があるにもかかわらず、田中は2008年5月2日に自身の名義において「生キャラメル」の商標登録を申請するなど権利に貪欲な姿勢を見せており、こうした行動が当人へのバッシングへと繋がっている。
こうした指摘に対して田中は「反感ばかりではなく、応援してくれるお客様が圧倒的に多い。食品コンプライアンス（安全管理基準）を守っていれば、いちいち（バッシングは）対応するに値しない」と語るなど、バッシングも一種の有名税であるとして基本的に無視する姿勢を示している。
田中は「（日本の）農業は農協に売るだけで終わり（カネが得られる）。私は農協や問屋が入らずに、自分で作って自分で売っています。そこ（農協支配のシステム）を壊そうとしているので反感や、やっかみが相当あるのも確かです」とも語っており、農協を中心とした農作物に関する既存の流通システムとの対立がバッシングの背景にあると分析している。

### 労働争議について
2022年1月から花畑牧場のベトナム人従業員らから労働争議を起こされている。

## 作品

### シングル
| #                      | 発売日               | タイトル             | B面                        | 規格                 | 規格品番             |
| キャニオン・レコード   | キャニオン・レコード | キャニオン・レコード | キャニオン・レコード       | キャニオン・レコード | キャニオン・レコード |
| ---------------------- | -------------------- | -------------------- | -------------------------- | -------------------- | -------------------- |
| 1st                    | 1985年4月            | トライ・アゲイン     | さらば友よ                 | EP                   | P-97                 |
| 東芝EMI / EXPRESS      |                      |                      |                            |                      |                      |
| 2nd                    | 1986年6月25日        | 傷だらけのヒーロー   | 傷だらけのヒーロー<野獣編> | EP                   | ETP-17873            |
| 3rd                    | 1987年5月1日         | デンジャー・ゾーン   | トライ・アゲイン           | EP                   | ETP-17958            |
| 4th                    | 1988年12月21日       | ゆ・う・こ           | 暗闇に抱かれて             | EP                   | RT07-2063            |
| 5th                    | 1988年12月21日       | 前略おふくろ様       | お前が一番                 | EP                   | RT07-2298            |
| 6th                    | 1990年2月15日        | 東北本線             | TO-HOKU HONSEN             | 8cmCD                | TODT-2474            |
| 東芝EMI / 東芝レコード |                      |                      |                            |                      |                      |
| 7th                    | 1991年7月25日        | 茶魔さま             | 茶魔さま (カラオケ)        | 8cmCD                | TODT-2685            |

#### デュエットシングル
| 名義                | 発売日        | タイトル                    | c/w          | 規格  | 規格品番  | 発売元                 |
| ------------------- | ------------- | --------------------------- | ------------ | ----- | --------- | ---------------------- |
| 田中義剛 & 岸千恵子 | 1991年6月17日 | 愛‥そしてラーメン(札幌物語) | 北へ流れる女 | 8cmCD | TODT-2552 | 東芝EMI / 東芝レコード |

### アルバム

#### オリジナル・アルバム
| #                    | 発売日               | タイトル             | 規格                 | 規格品番             |
| キャニオン・レコード | キャニオン・レコード | キャニオン・レコード | キャニオン・レコード | キャニオン・レコード |
| -------------------- | -------------------- | -------------------- | -------------------- | -------------------- |
| 1st                  | 1984年3月            | ありがとう義剛       | LP                   | P-1032               |
| 東芝EMI/EXPRESS      |                      |                      |                      |                      |
| 2nd                  | 1986年6月23日        | 俺等の時代           | LP                   | ETP-90420            |
| 2nd                  | 1986年6月23日        | 俺等の時代           | CD                   | CA32-1295            |
| 3rd                  | 1987年5月1日         | 明日への叫び         | LP                   | ETP-90467            |
| 3rd                  | 1987年5月1日         | 明日への叫び         | CD                   | CA32-1419            |
| 4th                  | 1988年3月1日         | KEEP STRAIGHT        | LP                   | RT28-5153            |
| 4th                  | 1988年3月1日         | KEEP STRAIGHT        | CD                   | CT32-5153            |

### タイアップ
| 曲名     | タイアップ                                                         | 収録作品                  |
| -------- | ------------------------------------------------------------------ | ------------------------- |
| 地平線   | ニッポン放送『田中義剛のオールナイトニッポン』エンディングテーマ   | アルバム『KEEP STRAIGHT』 |
| 茶魔さま | テレビ朝日放映アニメーション『おぼっちゃまくん』オープニングテーマ | シングル「茶魔さま」      |

## 出演

### TV
報道・情報番組
| 期間          | 期間           | 番組名                                    | 役職                    | 備考 |
| ------------- | -------------- | ----------------------------------------- | ----------------------- | --- |
| 1987年4月3日  | 1989年12月22日 | ㊎ギャハハ倶楽部（仙台放送）              | コーナーレギュラー出演  | |
| 1987年10月    | 2007年9月      | 午後は○○おもいッきりテレビ（日本テレビ）  | ゲストコメンテーター    | |
| 1989年10月    | 時期不明       | 噂の!東京マガジン（TBS）                  | レギュラー出演          | 番組自体は、2021年4月から同局の関連会社BS-TBSへ移行し引き続き放送を継続 |
| 1991年4月     | 1993年9月      | アッコにおまかせ!（TBS）                  | 総合司会                | |
| 1991年10月    | 時期不明       | どさんこワイド179（札幌テレビ）           | 不定期コーナー出演      | |
| 1993年4月     | 2009年3月      | 朝だ!生です旅サラダ（朝日放送）           | レギュラー出演          | |
| 2008年4月27日 | 2008年4月27日  | 新報道プレミアA（フジテレビ・関西テレビ） | コーナーでのVTR出演     | 『逆転の法則 夢のチーズを作れ』というコーナーで『花畑牧場』産の生キャラメルと『花畑牧場』の新たな名物にしたいと意気込む『カチョカヴァロ』というチーズの紹介、北海道人気土産ランキングで第1位の『白い恋人』に次いで『花畑牧場』の生キャラメルが2位にランクイン、現在年商50億に達している |
| 2009年4月8日  | 2009年4月8日   | サプライズ（日本テレビ）                  | VTRでのインタビュー出演 | えなりかずきが花畑牧場を訪ねて田中にインタビュー |

バラエティ・ドラマ・クイズ関連・特別番組・その他
- 青春すくらんぶる（NHK教育）（1988年4月 - 1990年3月）・司会
- 世界まる見え!テレビ特捜部（日本テレビ）*準レギュラー
- クイズ どんなMONだい?!（日本テレビ）*準レギュラー
- 誰だって波瀾爆笑（2008年10月5日、日本テレビ）

同学年の親友、東国原英夫元宮崎県知事と共に登場。密着取材VTRでは牧場勤務者、小売店、喫茶店運営者など、関係者に対して日常的に厳しく叱責する場面が放映された。このような姿勢がブランド価値を落とさない秘訣だという。
- さすらい刑事旅情編（テレビ朝日）第7（最終）シリーズ（1994年10月 - 1995年3月）：吉田一平役
俳優としてレギュラー出演。
- それでも家を買いました（TBS・金曜ドラマ）：長田正彦役
俳優としてレギュラー出演。
- わくわく動物ランド（TBS）
- 世界まるごと2001年（TBS）
- アッコのかるーく見てみたい（TBS）
- 世界の超豪華・珍品料理（フジテレビ）
準レギュラーレポーター。度々、蛇料理を食べさせられていた。
- クイズ&ゲーム太郎と花子（フジテレビ）
TARAKOから交代しての2代目司会者を吉村明宏とともに務めた。
- クイズところ変れば!?（テレビ東京）
- クイズ地球まるかじり（テレビ東京）（食キング時代にレギュラー出演）
- TVチャンピオン→TVチャンピオン2（テレビ東京）
- 森田一義アワー 笑っていいとも!（フジテレビ、1988年4月 - 1989年3月）
所ジョージ、嘉門達夫とともに「歌えば楽しパラダイス」のコーナーを担当。
2009年4月6日放送分では「司会者さんいらっしゃい」で花畑牧場新メニューの生キャラメルアイスクリーム秘話をクイズ形式で披露
- タモリのボキャブラ天国、タモリのスーパーボキャブラ天国（フジテレビ）
パネラーとして出演することがよくあった。
- なるほど!ザ・ワールド（フジテレビ）
レポーターとして出演することがよくあった。
- ザ・ノンフィクション 生キャラメルが教えてくれた 〜花畑牧場の真実〜 （2015年2月1日、フジテレビ）
- クメピポ! 絶対あいたい1001人（2009年4月29日 - 7月29日、毎日放送）
- どっちの料理ショー（よみうりテレビ）
ジャッジメントで出演すること多数。肉が特選素材で挙げられた回は、必ず敗退となり見学席に回されるジンクスがあった。チーズの特選素材生産者としても登場した。

### ラジオ
- 田中義剛の酪農根性（STVラジオ）
- 田中義剛のやさしさ大通り（STVラジオ）
- 田中義剛のアタックヤング（STVラジオ、1983年4月 - 1991年3月）[1]
- サンデージャンボスペシャル（STVラジオ）[1]
- よしたけの北海道は夢牧場（STVラジオ）
- 田中義剛 俺たちの唄を聴け!（青森放送、秋田放送、岩手放送、山形放送、ラジオ福島、茨城放送、山口放送、西日本放送、1989年3月まで）
- 田中義剛 君にハートブレイク（FM仙台、FM青森、FM秋田、FM岩手）
デンコードーの一社提供番組だった。
- ヨシタケ そうよ! マンテンスクール（東北放送、青森放送、秋田放送、1988年4月 - 1992年9月）
- 走れ!歌謡曲（文化放送、1991年4月 - 1992年3月）
52年余りの番組史上、唯一の男性パーソナリティ。オールナイトニッポン土曜2部と同一時間帯での全国ネット番組パーソナリティ復帰で話題に。アシスタントは青木愛が務めた。
- 田中義剛のオールナイトニッポン（ニッポン放送、1987年7月 - 1989年3月）
- アッコのいいかげんに1000回（ニッポン放送、1990年4月 - 1993年3月） - 初代アシスタント
- オールナイトニッポンアゲイン（ニッポン放送、2007年3月18日）
- MBSヤングタウン（MBSラジオ、1989年10月 - 1990年9月）
嘉門達夫、芳本美代子、ぜんじろうらとともに同番組の火曜日パーソナリティを務めた。

オールナイトニッポン、アタックヤング、MBSヤングタウン 全てのパーソナリティを経験しているのは田中だけである。アタックヤングとMBSヤングタウンは火曜日を同時期に担当していたので、ヤングタウンが午前0時に終了した後にアタックヤングで田中の声が流れるという状況が起きていた。

### CM
- ハウス食品「オーザック」（1994年）
- バリバリ夕張石炭の歴史村（北海道ローカル）

## 著書
- 『北からの逆襲』（1988年ワニブックス）ISBN 4-84701054X
- 『牧場をつくろう! - 俺の北海道移住計画』（1996年日刊スポーツ出版社）ISBN 4-817201665
- 『よしたけ流世相講座ビンタ編』（1991年オフステーション）ISBN 4-82751318X
- 『田中義剛の半農半芸で何が悪いっ!?』（2007年北海道新聞社）ISBN 978-4-89453-427-8
- 『田中義剛の足し算経営革命-北海道発 大ヒットの法則!』（2008年ソニー・マガジンズ新書）ISBN 978-4-78973-303-8